# Кенсінгтон (Олимпія) (станція)
51°29′55″ пн. ш. 0°12′39″ зх. д. / 51.498611° пн. ш. 0.210833° зх. д.
Кенсінгтон (Олимпія) (англ. Kensington (Olympia)) — пересадна станція Лондонського метрополітену, London Overground та National Rail, у районі Кенсінгтон, боро Кенсінгтон і Челсі Лондон, у 2-й тарифній зоні. Для Лондонського метрополітену лінії Дистрикт — кінцева, попередня станція Ерлс-корт, для London Overground — Західно-Лондонська лінія та для National Rail, оператор Southern — між станціями Шепердс-Буш та Вест-Бромптон. В 2017 році пасажирообіг станції Лондонського метрополітену — 2.01 млн пасажирів, для London Overground та National Rail — 4.049 млн пасажирів

## Історія
- 27 травня 1844 — перше відкриття станції у складі West London Railway, як Кенсінгтон.

## Пересадки
- На автобуси 
  - London Buses маршрутів 9, 23, 27, 28, 49, 391, C1; та нічних маршрутів N9, N28
  - Green Line Coaches маршрутів 701, 702

## Послуги
| Попередня станція | Лінія                  | Лінія                                      | Лінія | Наступна станція |
| ----------------- | ---------------------- | ------------------------------------------ | ----- | ---------------- |
| Кінцева           |                        | Лондонське метро Лінія Дистрикт            |       | Ерлс-корт        |
| Шепердс-Буш       |                        | London Overground Західно-Лондонська лінія |       | Вест-Бромптон    |
| Шепердс-Буш       | National Rail Southern |                                            |       | Вест-Бромптон    |